# Orostachys gorovoii
Orostachys gorovoii är en fetbladsväxtart som beskrevs av Dudkin och S.B.Gontch.. Orostachys gorovoii ingår i släktet Orostachys och familjen fetbladsväxter. Inga underarter finns listade i Catalogue of Life.